# Oorlams jezik
Oorlams jezik (ISO 639-3: oor), jedan od dva kreolska jezika temeljena na afrikaansu, drugi je tsotsitaal [fly]. Njime govori oko 32 000 ljudi (2006) na području Transvaala u južnoafričkoj Republici.
Prvi je jezik pripadnika naroda Oorlam, potomaka iz veza Bura i Hotentota. U jeziku postoje i neke bantu riječi

## Vanjske poveznice
- Ethnologue (14th)
- Ethnologue (15th)